# Victoria Ground
Il Victoria Ground fu lo stadio dello Stoke City FC dal 1878 fino al 1997. Il club vi ha giocato per un periodo ininterrotto di 119 anni fino a quando non si è trasferito nel Britannia Stadium nel 1997. Probabilmente nel momento della sua demolizione si è ipotizzato che potesse essere il terreno più vecchio al mondo sul quale si sia disputato un campionato di calcio.
Lo Stoke City si trasferì al Victoria Ground nel 1878 dopo aver giocato al Victoria Cricket Ground dal 1868 al 1875, e al Field Sweeting's dal 1875 al 1878. Il primo match, un'amichevole, venne giocata il 27 marzo 1878, nella quale batterono i Talke Rangers per 1-0. Grazie ai suoi ampi parcheggi e comodi collegamenti stradali, il Victoria Ground sembrava essere uno stadio a basso rischio di delocalizzazione, considerando che tutti i club inglesi delle prime due divisioni furono costretti a demolire nel 1990 i loro stadi a causa dell relazione Taylor, ma i lavori nel nuovo Britannia Stadium iniziarono solo nel 1996. L'ultimo match fu giocato il 4 maggio 1997 in prima divisione, una vittoria per 2-1 contro il West Bromwich Albion con 22.500 persone, tra paganti e abbonati.
La demolizione ebbe luogo alla fine del 1997. Vennero recuperate dal sito diverse parti in cemento e tuttora utilizzate nel Surrey dal Whyteleafe FC.
Il record di spettatori fu di 51.380 contro l'Arsenal il 29 marzo 1937, anche se si stima che ben 56.000 spettatori abbiano assistito alla centesima partita contro il Real Madrid.